# 道格拉斯縣 (明尼蘇達州)
道格拉斯縣（英語：Douglas County）是美國明尼蘇達州中西部的一個縣。面積1,865平方公里。根據美國2000年人口普查，共有人口32,821。縣治亞歷山德里亞。
成立於1858年3月8日，縣名紀念第十六任總統阿伯拉罕·林肯在1860年的競選對手之一、民主黨的史提芬·阿諾德·道格拉斯。
45°56′N 95°27′W / 45.94°N 95.45°W